# Mobile (Alabama)
Mobile (pronúncia Mo-bile e não Mo-baile) é uma cidade do estado do Alabama, nos Estados Unidos. Localiza-se no Condado de Mobile, do qual é sede. O nome da cidade deriva daquele atribuído aos índios Mobile, que habitavam a região quando de sua fundação.
De início em 1702 a cidade era uma colónia francesa da Luisiana, sendo inclusive a sua primeira capital em 1702. Durante trezentos anos Mobile teve oficialmente seis bandeiras, incluindo Francesa, Inglesa, Espanhola, da República do Alabama (1861), da Confederação e dos Estados Unidos.
É atribuído à cidade de Mobile o surgimento do Festival Mardi Gras, uma espécie de comemoração semelhante ao Carnaval. Porém o festival ganhou mais força e notoriedade na cidade de Nova Orleães, no vizinho estado da Luisiana.
Foi na cidade que o treinador de Wrestling, Paul Bearer nasceu, que faleceu em 2013.

## Geografia
De acordo com o United States Census Bureau, a cidade tem uma área de 466 km², onde 360 km² estão cobertos por terra e 105 km² por água.

## Demografia
Segundo o censo nacional de 2010, a sua população é de 195 111 habitantes, residindo 412 992 na sua área metropolitana. É a terceira cidade mais populosa do estado do Alabama, e a mais populosa da sua região metropolitana, que é a segunda do estado. A cidade possui 89 127 residências, que resulta em uma densidade de 247,37 residências/km².